# Татабаня
Татабаня (на унгарски: Tatabánya) е град в Унгария, административен център на меде Комаром-Естергом. Има население 65 633 жители (по приблизителна оценка за януари 2018 г.). Покрай града минава унгарската магистрала M1, а през града – железопътната линия Виена-Будапеща.

## Побратимени градове
- Аален, Германия
- Ижевск, Русия
- Крайстчърч, Великобритания
- Пазарджик, България
- Феърфийлд (Кънектикът), САЩ